# Naled
Naled (Dibrom) je organofosfatni insekticid. Njegovo hemijsko ime je dimetil 1,2-dibromo-2,2-dihloroetilfosfat.
Naled je stabilan u bezvodnom stanju i mora se čuvati dalje od svetlosti. Takođe se mora čuvati pod normalnim pritiskom i temperaturama. Razgrađuje se u prisustvu vode i alkalija, i proizvodi toksične hloridne pare ako je izložen kiselinama ili kiselim isparenjima. Kontakt sa metalima, redukcionim agensima ili sulfhidrilima izaziva naled oslobađanje bromida i vraćanje u dihlorvos.

## Upotrebe
Naled se prvenstveno koristi za suzbijanje odraslih komaraca. Takođe je registrovan za kontrolu crnih muva i insekata koji jedu listove na raznim vrstama voća, povrća i orašastih plodova. Otprilike 70% naleda u SAD se koristi za suzbijanje komaraca, a oko 30% u poljoprivredi. Naled se takođe koristio u veterinarskoj medicini za ubijanje parazitskih crva kod pasa.
U Sjedinjenim Državama se intenzivno koristi od 1950-ih. Naled je korišćen u Nju Orleansu nakon uragana Katrina, u Severnoj Karolini nakon uragana Florens (2018),, i istorijski je korišćen u Portoriku za kontrolu denga groznice.

## Toksičnost
Agencija za zaštitu životne sredine je utvrdila da su nivoi izloženosti u ishrani useva tretiranih naledom ispod nivoa zabrinutosti. Sa većim izlaganjima, međutim, naled može da izazove inhibiciju holinesteraze kod ljudi, što zauzvrat može da preterano stimuliše nervni sistem izazivajući mučninu, vrtoglavicu, konfuziju, a pri veoma visokim izloženostima, respiratornu paralizu i smrt. Naled ima UN klasifikaciju opasnosti 6.1 (opasnost od udisanja) i zabranjen je za upotrebu kao insekticid u EU.+
Naled može da prođe kroz placentu ako je u krvotoku sisara. Ponovljena izloženost može takođe izazvati buduće probleme u ponašanju, kao i probleme sa neurorazvojom, rastom i respiratornim zdravljem kod potomaka. Hronična izloženost dihlorvosu, metabolitu naleda, takođe je povezana sa neurološkim problemima, kao što su Parkinsonova bolest i nigrostrijatalna dopaminergička degeneracija. Osobe koje dolaze u bliski kontakt sa naledom ili drugim organofosfatnim pesticidima treba da se podvrgavaju redovnom testiranju nivoa holinesteraze.
EPA klasifikuje naled kao grupu E ili nekancerogene materije za ljude. Ni naled ni njegov metabolit, dihlorvos, se ne nakupljaju u majčinom mleku ili tkivu dojke.
U opštoj populacijskoj studiji ove hemikalije iz 2017. godine, istraživači Univerziteta u Mičigenu otkrili su da su deca u Kini koja su imala najveću prenatalnu izloženost naledu imala, u dobi od 9 meseci, 3 do 4% niže rezultate na testovima svojih finih motoričkih veština, u poređenju sa onima sa najnižom izloženosti.

## Ekološki efekti
Naled se smatra veoma toksičan za pčele, kao i umereno do visoko toksičan za ptice i toksičan za većinu vodenih životinja. Naled je takođe toksičan za leptire u količinama koje se obično koriste za kontrolu komaraca. Crni jelen je među najotpornijim na njegove efekte. Naled je zabranjen u Evropskoj uniji zbog zabrinutosti u pogledu toksičnosti.

## Epidemija Zika virusa 2015–16
Centri za kontrolu i prevenciju bolesti i Agencija za zaštitu životne sredine Sjedinjenih Država preporučili su prskanje naleda iz vazduha za sprečavanje širenja virusa Zika u Sjedinjenim Državama. Stručnjaci CDC i EPA, kao i nezavisni univerziteti, tvrde da je naled bezbedniji od drugih hemikalija i da ne bi trebalo da izaziva značajne zdravstvene probleme zbog niskog nivoa izloženosti.
Savezna vlada SAD je razmatrala korišćenje ove hemikalije u Portoriku da zaustavi širenje Zike, ali je odlučeno da se odustane zbog potencijalne opasnosti za trudnice. Njegova predložena upotreba protiv Zike dovela je do protesta u Portoriku.
Majami koristi specijalizovane kamione za prskanje naledom i Bacillus thuringiensis israelensis (BTI). Guverner Rik Skot je rekao da je CDC preporučio korišćenje helikoptera za prskanje insekticida, ali da se deo javnosti u Majamiju i Majami Biču se protivi prskanju iz vazduha.
Prskanje naleda u okrugu Dorčester, Južna Karolina, navodno je dovelo do smrti 3 miliona pčela i pojačane kritike od strane pčelara. Pčelari u okrugu su se žalili da nisu obavešteni o prskanju pre nego što se to dogodilo. Huanita Stenli, pčelarka i suvlasnica Flaurtoun Bi farme and opreme, rekla je za CNN: „Sada ću morati da uništim svoje košnice, med, svu svoju opremu. Sve je kontaminirano.“ Dženifer Holms, potpredsednik Državnog udruženja pčelara Floride, uporedila je gubitak pčela sa drugim oblicima poljoprivrede, rekavši: „Da postoji propis koji dozvoljava prskanje koje bi ubilo polovinu vaše stoke preko noći, kako biste se oporavili?“ Ona je dalje rekla da „razumemo ozbiljnu pretnju od moguće bolesti, ali takođe moramo da održavamo naše poljoprivredne egzistencije“.